# Zopherus granicollis
Zopherus granicollis là một loài bọ cánh cứng trong họ Zopheridae. Loài này được Horn miêu tả khoa học năm 1885.